# Šúsaku Endó
Šúsaku Endó (27. března 1923 Tokio – 29. září 1996 tamtéž) byl japonský romanopisec, dramatik a kritik. Patřil ke skupině tzv. třetí poválečné generace japonských spisovatelů. 

## Život a dílo
Narodil se v Tokiu, ale dětství prožil v Mandžusku. Po rozvodu rodičů se v roce 1933 vrátil s matkou do Japonska. V 11 letech pod matčiným vlivem přijal křest. Studium literatury v Tokiu přerušila 2. světová válka, kdy byl Endó totálně nasazen do japonské zbrojovky. Po válce pokračoval ve studiu literatury ve Francii. Vážné zdravotní komplikace ho přinutily k návratu do Japonska.
Ve své rané tvorbě se Endó vyrovnává s hrůzami války. Motivem dalších děl je hledání víry, morální dilema člověka a střet mezi kulturami Východu a Západu. V roce 1966 vydává svůj světově proslulý historický román Mlčení, za který dostal Tanizakiho literární cenu. Příběh sleduje tragický konec dvou portugalských misionářů v polovině 17. století, kdy je v Japonsku křesťanství tvrdě pronásledováno. Otec Rodrigues (inspirovaný historickou osobností Itala Guiseppa Chiary) a otec Garupe se vydávají do Japonska hledat svého učitele, misionáře Ferreiru. Křesťané jsou mučeni, misionáři jsou donuceni zříci se své víry tím, že vstoupí na zobrazení Ježíše nebo Panny Marie, japonsky fumie. Jinak je čeká bolestivá smrt. Podle románu Mlčení vznikla jeho filmová adaptace v režii Martina Scorseseho (2016). 
V románu Samuraj se Endó inspiroval skutečnými událostmi ze 16. a 17. století. Hlavními postavami jsou z části pravdivé osudy historických osobností: španělského misionáře Luise Sotela (1574-1624) a samuraje Hasekura Rokuemona Cunenagy (1571-1622).
Šúsaku Endó vydával literární časopis Mita bungaku. Od roku 1986 byl předsedou japonského PEN klubu.

## Vybrané dílo
- Moře a jed, román, 1957 (česky 1980)
- Žena, kterou jsem opustil, román, 1963
- Mlčení, román, 1966 (česky 1987 a 2017)
- Břehy Mrtvého moře, 1973
- Život Ježíšův, 1973
- Železný pranýř – Život Jukinagy Konišiho, 1977
- Samuraj, 1980 (česky 2018)
- Hluboká řeka 1993 (česky 2019)